# Hampton (New Brunswick)
Hampton ist der Verwaltungssitz des Kings County in der kanadischen Provinz New Brunswick mit 4289 Einwohnern (Stand: 2016). 2011 betrug die Einwohnerzahl 4292.

## Geografie
In Hampton treffen sich die Verbindungsstraßen New Brunswick Route 100 und New Brunswick Route 121. Die New Brunswick Route 1 tangiert den Ort im Osten. Saint John und Sussex befinden sich in einer Entfernung von jeweils rund 35 Kilometern im Südwesten bzw. Nordosten. Die westlichen Bezirke vom Hampton werden vom Kennebecasis River durchflossen.

## Geschichte

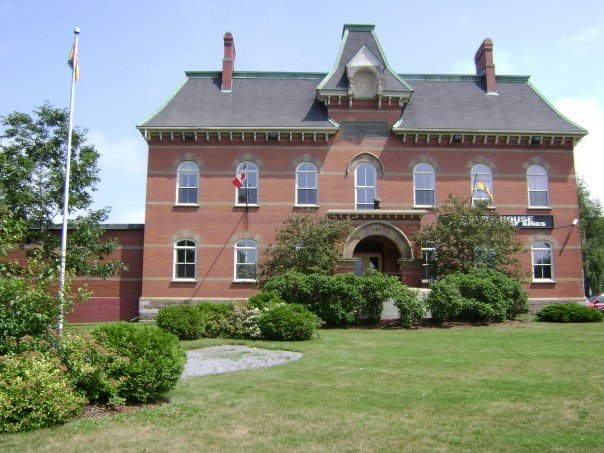
Hampton Court House

In den 1600er Jahren ließen sich Indianer und Einwanderer aus Frankreich in der Gegend nieder. Im Jahre 1784 gründeten dann Loyalisten am Ufer des Kennebecasis River eine Siedlung. Es wird angenommen, dass die Loyalisten aus den Hamptons kamen und daraufhin auch ihre neue Siedlung in Kanada Hampton nannten. Da die Gegend außerordentlich fruchtbar war, wurde die Landwirtschaft zur Hauptlebensgrundlage der Einwohner. Wegen der Naturschönheiten der Gegend mit Bergen, Wäldern, Marschlandschaften, Flüssen, Seen, Gärten und Parkanlagen entwickelt sich der Tourismus zu einem weiteren bedeutenden Bereich und die Stadt wirbt mit dem Spruch: It´s our nature!

## Söhne der Stadt
- John Peters Humphrey, kanadischer Jurist
- Jeff Smith, Dartspieler